# Munguía Industrial S.A.

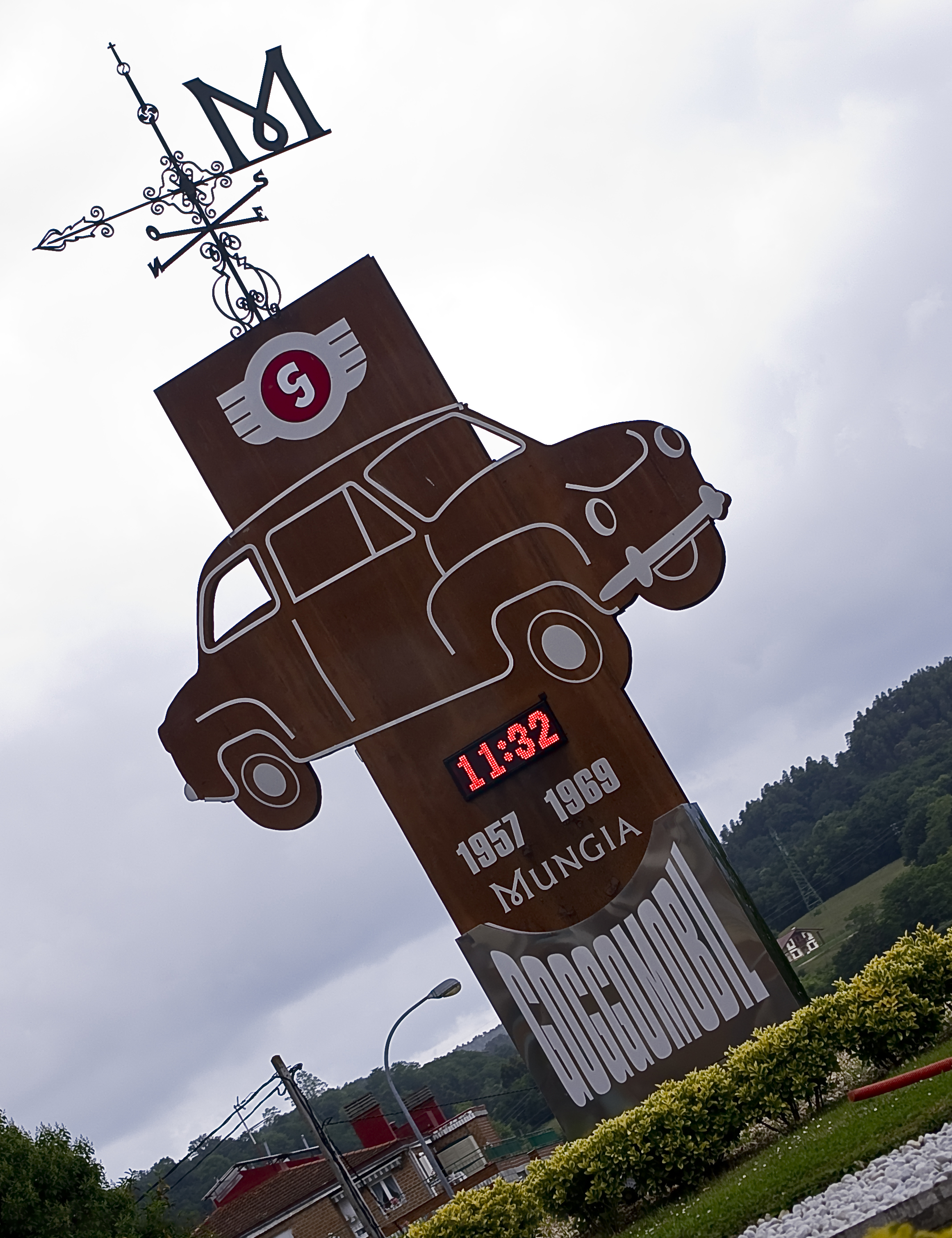
De Goggomobil werd gebouwd in Mungia. Dat wordt herdacht met dit monument bij een van de ingangen van het stadje.

Munguía Industrial S.A. was een Spaanse autofabrikant.  

## Geschiedenis
Het bedrijf Munguía Industrial S.A. (Munisa) uit Mungia in de buurt van Bilbao, Biskaje, begon in 1962 met de productie van auto's. In 1966 eindigde de productie na ongeveer 8.000 geproduceerde exemplaren.

## Auto's

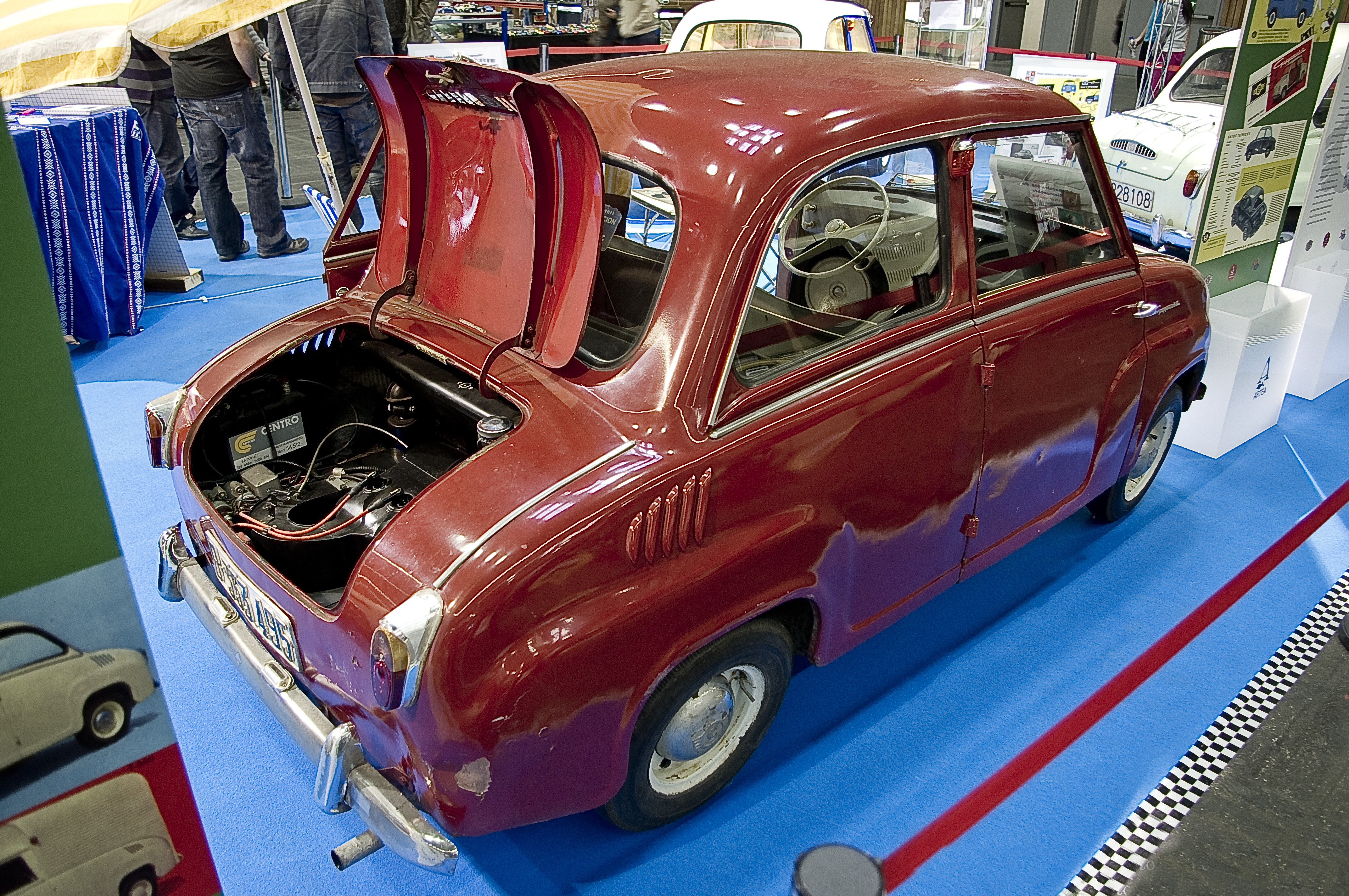
Munisa Goggomobil (1964)

De Goggomobil van Hans Glas GmbH werd in licentie geproduceerd en verkocht als Munisa Goggomobil. De dwergauto's hadden een achterin geplaatste tweecilinder tweetaktmotor. Naast de normale sedan waren er ook andere carrosserievarianten zoals een verlengde sedan, een eenvoudiger uitgeruste sedan zonder achterste zijruiten voor zakelijk gebruik, een gesloten bestelwagen (Furgoneta) en een bestelwagen met zijruiten.